# Les Naufragés du Pacifique
Pour plus de détails, voir Fiche technique et Distribution.
Les Naufragés du Pacifique (titre original : The New Swiss Family Robinson) est un film d'aventure américain réalisé par Stewart Raffill sorti en 1998. C'est une adaptation moderne du roman Le Robinson suisse de Johann David Wyss.

## Synopsis
La famille Robinson, Jack, Anna et leurs enfants louent un bateau pour aller de Hong Kong à Sydney. Le cinquième jour de leur voyage, ils sont attaqués par des pirates. Ils réussissent à s'échapper mais leur bateau s'échoue sur un écueil. Ils nagent jusqu'à l'île la plus proche et s'installent. Ils vont découvrir qu'une personne s'est déjà échouée ici, mais les pirates veulent retrouver le trésor qui se trouvait à bord du bateau...

## Fiche technique
- Titre français : Les Naufragés du Pacifique
- Titre anglais : The New Swiss Family Robinson
- Réalisateur : Stewart Raffill
- Scénario : Stewart Raffill, d'après le roman de Johann David Wyss
- Directeur de la photographie : Willy Kurant
- Montage : Terry Kelley
- Musique : John Scott
- Société de production : Gross Receipts Inc., Total Films, Walt Disney Television
- Société de distribution : ...
- pays d'origine : Modèle:États-Pnis
- Format : couleur - 1,33 : 1 - son stéreo
- Durée : 90 minutes (1h30)
- Dates de sortie : 
  - États-Unis : 10 janvier 1999
  - France : 8 juillet 1998

## Distribution
- Jane Seymour : Anna Robinson
- James Keach (VF : Vincent Grass) : Jack Robinson
- John Mallory Asher : Shane Robinson
- Blake Bashoff : Todd Robinson
- Jamie Renée Smith : Elizabeth Robinson
- David Carradine : Sheldon Blake
- Yumi Iwama : Françoise